# Pierre Codet
Pour les articles homonymes, voir Codet (homonymie).
Pierre Codet, né le 27 mai 1863 à Saint-Junien (Haute-Vienne) et décédé le 21 septembre 1924 à Paris, est un industriel et homme politique français. 
Industriel, il entre tardivement en politique, succédant à son cousin Jean Codet, décédé en 1920, qu'il remplace au conseil général et au Sénat, où il siège au groupe de la Gauche démocratique.

## Sources
- « Pierre Codet », dans le Dictionnaire des parlementaires français (1889-1940), sous la direction de Jean Jolly, PUF, 1960 [détail de l’édition]